# Rocío Vélez de Piedrahíta
Rocío Vélez de Piedrahíta (Medellín, Colombia, 1926 - 28 de enero de 2019) fue una escritora colombiana.

## Trayectoria
En el inicio de 1950 comenzó a publicar crónicas para El Colombiano, medio con el que colaboró hasta 2012 como columnista. Y ese diario la seleccionó como una de las personas más influyentes del siglo XX en un especial sobre ese tema.